# Oedopeza umbrosa
Oedopeza umbrosa är en skalbaggsart som först beskrevs av Ernst Friedrich Germar 1824.  Oedopeza umbrosa ingår i släktet Oedopeza och familjen långhorningar.
Artens utbredningsområde är Paraguay. Inga underarter finns listade i Catalogue of Life.